# Avrilly (Eure)
Avrilly ist eine Ortschaft und eine Commune déléguée in der französischen Gemeinde Chambois mit 428 Einwohnern (Stand: 1. Januar 2018) im Département Eure in der Region Normandie.
Mit Wirkung vom 1. Januar 2016 wurden die früheren Gemeinden Corneuil, Thomer-la-Sôgne und Avrilly zu einer Commune nouvelle mit dem Namen Chambois zusammengelegt. Der Verwaltungssitz befindet sich in Avrilly. Die Gemeinde Avrilly gehörte zum Arrondissement Évreux, zum Kanton Verneuil-sur-Avre und zum Kommunalverband Normandie Sud Eure.
Avrilly liegt etwa neun Kilometer südlich des Stadtzentrums von Évreux.

## Bevölkerungsentwicklung
| 1962                       | 1968 | 1975 | 1982 | 1990 | 1999 | 2006 | 2018 |
| -------------------------- | ---- | ---- | ---- | ---- | ---- | ---- | ---- |
| 177                        | 155  | 267  | 312  | 326  | 323  | 346  | 428  |
| Quellen: Cassini und INSEE |      |      |      |      |      |      |      |

## Sehenswürdigkeiten
- Ruine der Motte aus dem 12./13. Jahrhundert, seit 2010 Monument historique

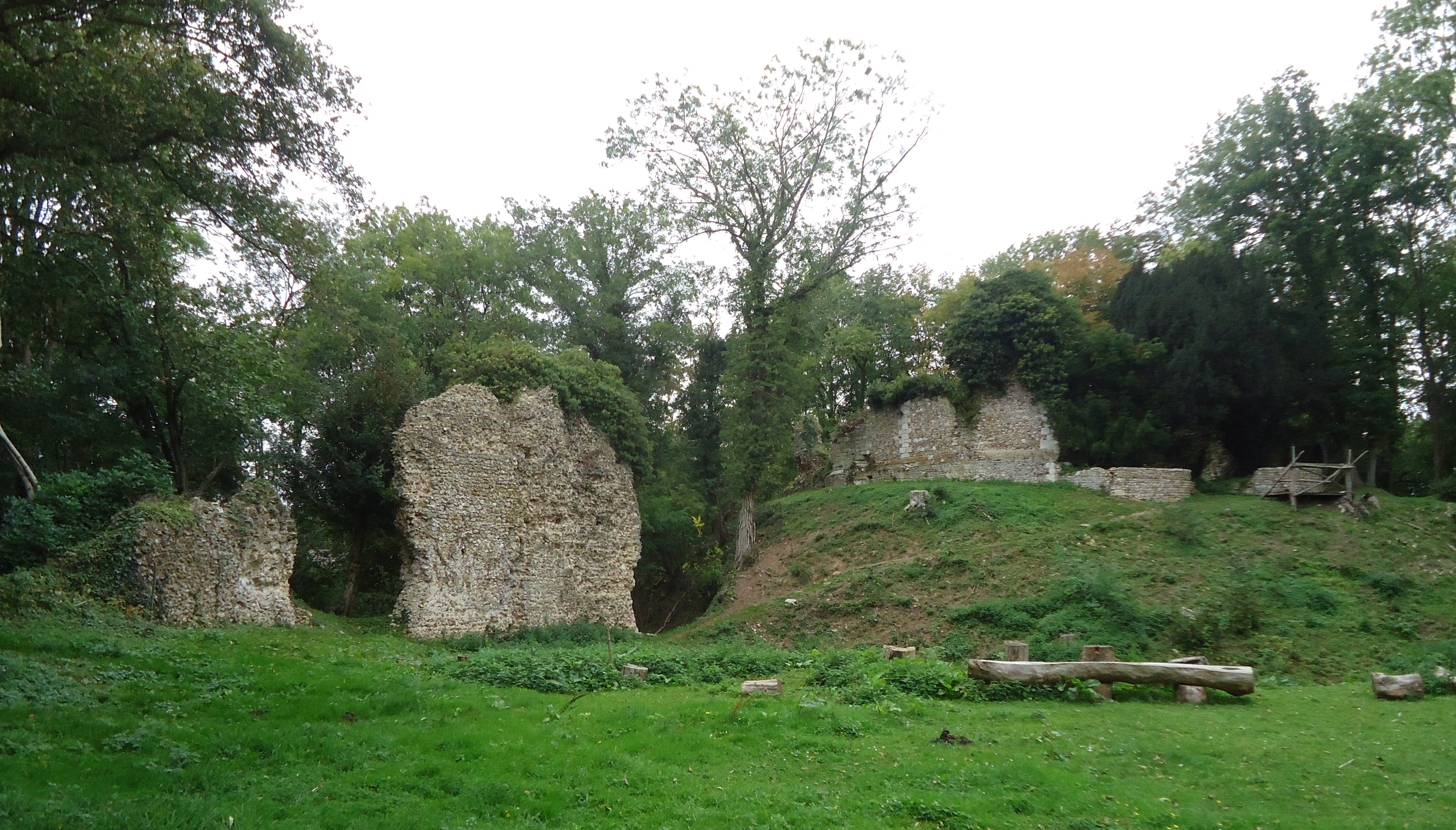
Motte